# Dynamische Turbulenz
Als dynamische Turbulenz wird in der Meteorologie die hydro- oder aerodynamisch bedingte Verwirbelung einer Strömung bezeichnet aufgrund von Windscherungen in der Atmosphäre und Reibung an der Erdoberfläche. Sie wird in der Meteorologie von der thermischen Turbulenz aufgrund der Erwärmung von Luftschichten mit dem dadurch bewirkten Auftrieb und Konvektion unterschieden.